# Hieronim Mikołaj Radziwiłł
Hieronim Mikołaj Melchior Radziwiłł herbu Trąby (ur. 6 stycznia 1885 w Cannes, zm. 6 kwietnia 1945 w Alczewskojem) – polski polityk monarchistyczny, ziemianin i agronom, działacz ruchu oporu w czasie II wojny światowej.

## Życiorys
Wywodził się z polsko-litewskiej arystokracji rodowej, książąt Radziwiłłów. Urodził się jako najstarszy syn z trojga dzieci Dominika Ignacego (1852–1938) i Dolores Marii de Agramonte (1854–1920). Miał dwie siostry Konstancję Joannę (1886–1966) i Izabelę Różę (1888–1968). W 1904 ukończył gimnazjum w Feldkirch. Następnie rozpoczął studia prawnicze na Uniwersytecie Jagiellońskim, aby przenieść się na agronomię w Studium Rolniczym (1905–1910). Po zakończeniu nauki objął zarząd nad gospodarstwem rolnym w Balicach. Rozwijał ekonomię rolno-hodowlaną i leśną. Inwestował w rynek produkcji ceramicznej, będąc udziałowcem m.in. Towarzystwa Akcyjnego „Marywil”. Przystąpił do Stronnictwa Narodowych Monarchistów, gdzie został członkiem Rady Naczelnej. Pozostawał jednak na uboczu działalności politycznej, pełniąc wyłącznie funkcje reprezentacyjne. Pełnię zarządu nad majątkiem Balice uzyskał dopiero wraz ze śmiercią ojca (28 lipca 1938).
W trakcie II wojny światowej związał się z konspiracyjną organizacją ziemiaństwa „Uprawa”. Tam organizował środki finansowe, żywność i pomoc rzeczową dla Armii Krajowej. W lutym 1945 wraz z synem Leonem został aresztowany przez NKWD. Następnie wywieziony do łagru w Alczewskojem koło Ługańska. Zmarł wkrótce po dotarciu na miejsce, gdzie został pochowany.

## Rodzina
16 stycznia 1909 w Żywcu poślubił Renatę Marię Habsburżankę (1888–1935), arcyksiężniczkę Austrii, córkę Karola Stefana (1860–1933) i Marii Teresy (1862–1933), księżniczki Toskanii. Z małżeństwa pochodzi sześcioro dzieci:
- Maria Teresa (1910–1973);
- Dominik Rajner (1911–1976) ⚭ 1. Eugenia Glücksburg (1910–1989), księżniczka Grecji i Danii, córka Jerzego (1869–1959) i Marii Bonaparte (1882–1962)[7], 2. Lida Lacey Bloodgood (ur. 1926), córka Johna i Lidy z d. Fleitmann (1894–1982);
- Karol Hieronim Celestyn (1912–2005) ⚭ 1. Teresa Soto-Alderete (ur. 1920), 2. Maria Ludwika de Alvear (1913–1989), córka Eugeniusza i Marii Ludwiki z d. Quirno;
- Wojciech Olbracht Hieronim (1914–1932) zmarły na gruźlicę;
- Eleonora Maria Aniela (ur. 1918) ⚭ 1. Benedykt Władysław Tyszkiewicz (1905–1956), syn Benedykta Jana (1875–1948) i Róży z d. Branickiej (1881–1953)[7], 2. Roger de Froidecourt (ur. 1931);
- Leon Hieronim Stanisław (1922–1973).

Ponownie ożenił się 28 stycznia 1937 w Warszawie z daleką kuzynką Jadwigą Anielą Radziwiłłówną (1905–1974), córką Janusza Karola (1877–1922) i Izabeli z d. Wodzickiej (1877–1930). Drugie małżeństwo pozostało bezdzietne.

## Przodkowie
| Prapradziadkowie                       | Leon Michał Radziwiłł (1722–1751) ∞ 1744 Anna Ludwika Mycielska (1729–1771)           | Jan Mikołaj Chodkiewicz (1738–1781) ∞1766 Ludwika Maria Rzewuska (1744–1816)          | ? (?–?) ∞? ? (?–?)                                                                     | Justynian Niemirowicz-Szczytt (1740–1824) ∞ 1775 Kazimiera Woyno (1759–1783)           | ? (?–?) ∞ ? (?–?)                                                                  | ? (?–?) ∞ ? (?–?)                                                                  | ? (?–?) ∞ ? (?–?)                                                                  | ? (?–?) ∞ ? (?–?)                                                                  |
| Pradziadkowie                          | Maciej Radziwiłł (1749–1800) ∞ 1787 Elżbieta Chodkiewicz (1770–1804)                  | Maciej Radziwiłł (1749–1800) ∞ 1787 Elżbieta Chodkiewicz (1770–1804)                  | Mikołaj Siestrzanek-Karnicki (1772–1826) ∞ 1803 Dorota Niemirowicz-Szczytt (1780–1813) | Mikołaj Siestrzanek-Karnicki (1772–1826) ∞ 1803 Dorota Niemirowicz-Szczytt (1780–1813) | ? (?–?) ∞ ? (?–?)                                                                  | ? (?–?) ∞ ? (?–?)                                                                  | ? (?–?) ∞ ? (?–?)                                                                  | ? (?–?) ∞ ? (?–?)                                                                  |
| Dziadkowie                             | Konstanty Mikołaj Radziwiłł (1793–1863) ∞ 1840 Adela Siestrzanek-Karnicka (1811–1883) | Konstanty Mikołaj Radziwiłł (1793–1863) ∞ 1840 Adela Siestrzanek-Karnicka (1811–1883) | Konstanty Mikołaj Radziwiłł (1793–1863) ∞ 1840 Adela Siestrzanek-Karnicka (1811–1883)  | Konstanty Mikołaj Radziwiłł (1793–1863) ∞ 1840 Adela Siestrzanek-Karnicka (1811–1883)  | Franciszek de Agramonte (1815–?) ∞ 1850 Maria Dolores de Zayas Zamudio (1829–1899) | Franciszek de Agramonte (1815–?) ∞ 1850 Maria Dolores de Zayas Zamudio (1829–1899) | Franciszek de Agramonte (1815–?) ∞ 1850 Maria Dolores de Zayas Zamudio (1829–1899) | Franciszek de Agramonte (1815–?) ∞ 1850 Maria Dolores de Zayas Zamudio (1829–1899) |
| Rodzice                                | Dominik Ignacy Radziwiłł (1852–1938) ∞ 1881 Dolores Maria de Agramonte (1854–1920)    | Dominik Ignacy Radziwiłł (1852–1938) ∞ 1881 Dolores Maria de Agramonte (1854–1920)    | Dominik Ignacy Radziwiłł (1852–1938) ∞ 1881 Dolores Maria de Agramonte (1854–1920)     | Dominik Ignacy Radziwiłł (1852–1938) ∞ 1881 Dolores Maria de Agramonte (1854–1920)     | Dominik Ignacy Radziwiłł (1852–1938) ∞ 1881 Dolores Maria de Agramonte (1854–1920) | Dominik Ignacy Radziwiłł (1852–1938) ∞ 1881 Dolores Maria de Agramonte (1854–1920) | Dominik Ignacy Radziwiłł (1852–1938) ∞ 1881 Dolores Maria de Agramonte (1854–1920) | Dominik Ignacy Radziwiłł (1852–1938) ∞ 1881 Dolores Maria de Agramonte (1854–1920) |
| Hieronim Mikołaj Radziwiłł (1885–1945) |                                                                                       |                                                                                       |                                                                                        |                                                                                        |                                                                                    |                                                                                    |                                                                                    |                                                                                    |